# Bangladesz na Mistrzostwach Świata w Lekkoatletyce 2023
Bangladesz na Mistrzostwach Świata w Lekkoatletyce 2023 – reprezentacja Bangladeszu podczas mistrzostw świata w Budapeszcie liczyła jednego zawodnika.

## Skład reprezentacji

### Mężczyźni
| Zawodnik       | Konkurencja   | Preeliminacje | Preeliminacje | Eliminacje   | Eliminacje | Półfinał | Półfinał | Finał | Finał   | Źródło      |
| Zawodnik       | Konkurencja   | Wynik         | Pozycja       | Wynik        | Pozycja    | Wynik    | Pozycja  | Wynik | Pozycja | Źródło      |
| -------------- | ------------- | ------------- | ------------- | ------------ | ---------- | -------- | -------- | ----- | ------- | ----------- |
| Imranur Rahman | bieg na 100 m | 10,50         | 4. Q          | 10,41 (,409) | 45.        | NQ       | NQ       | NQ    | NQ      | [ 1 ] [ 2 ] |